# Islamische Glaubensgemeinschaft der Republik Nordmazedonien

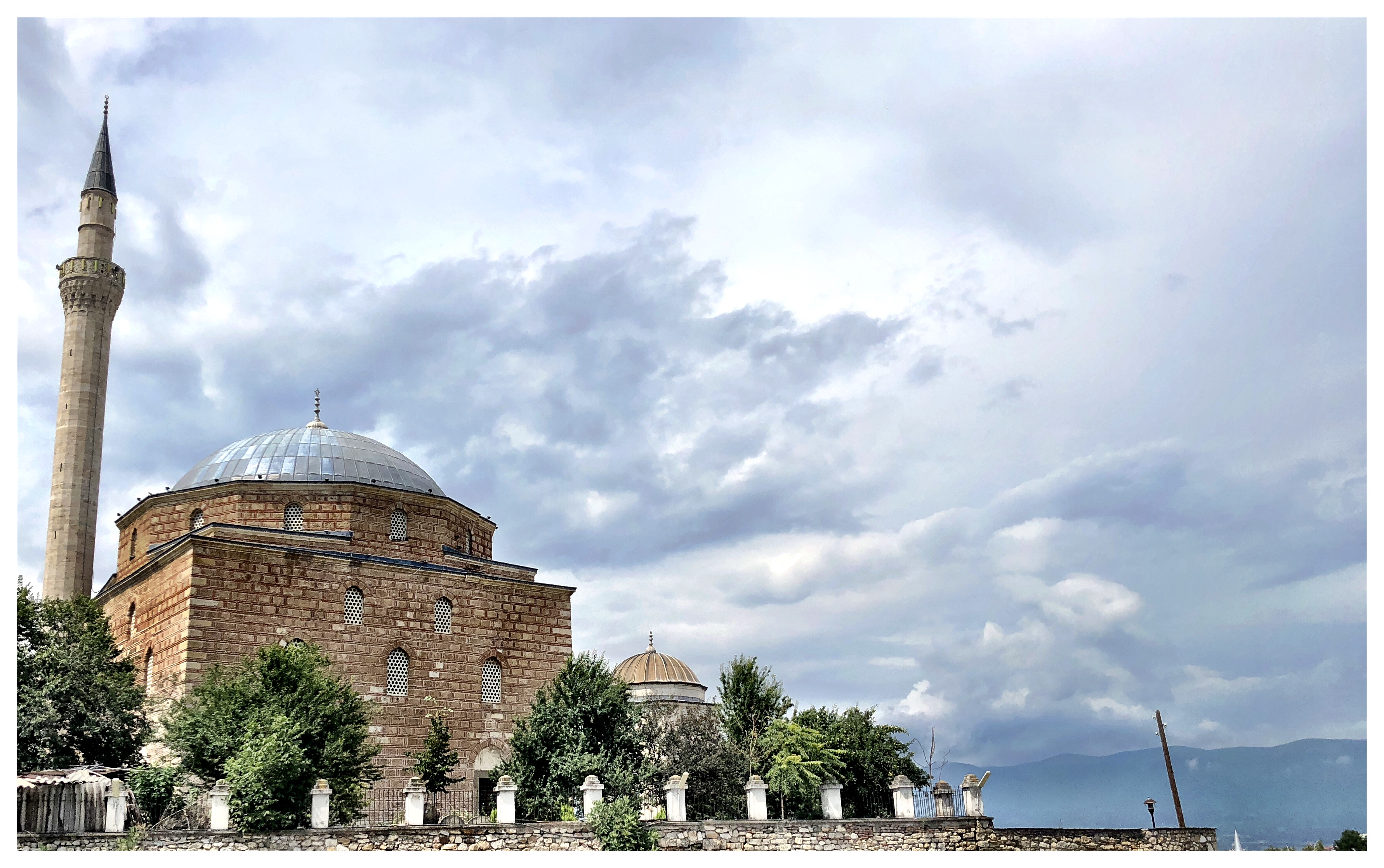
Die Mustafa-Pascha-Moschee in Skopje (Aufnahme von 2018) gehört wie alle anderen Moscheen, aber auch wie alle islamischen Religionsschulen, Tekken, Ghusl-Hane, Friedhöfe, Türben und Uhrtürme zum öffentlichen Eigentum der Islamischen Glaubensgemeinschaft.

Die Islamische Glaubensgemeinschaft der Republik Nordmazedonien (albanisch Bashkësia Fetare Islame e Republikës së Maqedonisë së Veriut, Akronym: BFI; mazedonisch Исламска Верска Заедница на Република Северна Македонија Islamska Verska Zaednica na Republika Severna Makedonija; türkisch Kuzey Makedonya Cumhuriyeti İslam Birliği) ist seit 1994 die einzige autonome und unabhängige Organisation der 590.878 Personen zählenden (2021), muslimischen Glaubensgemeinschaft in Nordmazedonien. Ihr Sitz ist in der Hauptstadt Skopje.
Die BFI folgt der hanafitische Rechtsschule des sunnitischen Islams.

## Organisation und Ziele
Die Islamische Glaubensgemeinschaft Nordmazedoniens besitzt ein Parlament mit 27 Abgeordneten. Sie ist das höchste gesetzgebende und finanzenbeaufsichtende Organ der Organisation. Das exekutive Organ ist das Riyasat und das dritte und letzte Organ ist der Großmufti („Reis-ul-ulema“).
Zu den Zielen der BFI gehören die Unterrichtung und die Kultivierung islamischer Werte, die Gründung und Pflege von Moscheen, islamischen Zentren, Tekken und islamischen Religionsschulen, die Errichtung und Ausübung bildungs-erzieherischer Institutionen, die Errichtung und Ausübung wissenschaftlich-kultureller Institutionen, die Gründung und Pflege von Bibliotheken, Archiven, Museen, Instituten und verschiedener Institutionen, die Errichtung und Pflege von Friedhöfen, die Gründung und Ausübung von Wohltätigkeitsstiftungen, die Errichtung von Waqf und die Pflege sowie der Schutz von BFI-Eigentum, die Förderung des Guten und der Kampf gegen das Böse, die Organisation von Verlagstätigkeiten, die Kultivierung und traditionelle Zusammenarbeit mit allen islamischen Glaubensgemeinschaften und verschiedenen Institutionen, Assoziationen und Organisationen weltweit, welche islamische Werte pflegen, sowie die Zusammenarbeit mit den anderen Glaubensgemeinschaften, Nichtregierungsorganisationen und staatlichen Behörden im Land und durch jede religiöse, kulturelle, wissenschaftliche, gesundheitliche und sozio-ökonomische Tätigkeit der Fortschritt der muslimischen Bevölkerung.

## Großmuftis
Der Großmufti (oder Obermufti; alb. Reis Ulemaja; maz. Реис-ул-улема Reis ul-ulema; beides bezogen auf osmanisch رئیس العلما İA reis ül-ulema) hält den Vorsitz in der Organisation und repräsentiert symbolisch nach außen die religiöse Einheit der islamischen Gläubigen Nordmazedoniens. Seit dem 18. November 2020 führt Shaqir Fetahu dieses Amt aus.

## Religiöse Objekte
Laut Verfassung der BFI sind alle islamisch-religiösen Objekte Nordmazedoniens Eigentum der Islamischen Glaubensgemeinschaft. Dazu zählen Moscheen, islamische Religionsschulen, Tekken, Ghusl-Hane, islamische Friedhöfe, Türben und Uhrtürme.

## Muftiate und Abgeordnete
Die BFI unterteilt Nordmazedonien in 13 Muftiate, die von folgenden Muftis geleitet werden, die folgende Anzahl Moscheen verwalten und die folgende Anzahl Abgeordnete im Parlament der BFI stellen (Stand 2023).
| Muftiat   | Mufti                     | Anzahl Moscheen | Anzahl Abgeordnete | Karte                                      |
| --------- | ------------------------- | --------------- | ------------------ | ------------------------------------------ |
| Skopje    | Qenan Ismaili             | 155             | 5                  | Karte Nordmazedoniens mit den 13 Muftiaten |
| Tetovo    | Qani Nesimi               | 107             | 4                  | Karte Nordmazedoniens mit den 13 Muftiaten |
| Gostivar  | Sabahudin Zendeli         | 73              | 3                  | Karte Nordmazedoniens mit den 13 Muftiaten |
| Kičevo    | Qamil Rushiti             | 49              | 2                  | Karte Nordmazedoniens mit den 13 Muftiaten |
| Debar     | Reshat Kaçallniku         | 50              | 2                  | Karte Nordmazedoniens mit den 13 Muftiaten |
| Struga    | Salim Sulejmani           | 34              | 2                  | Karte Nordmazedoniens mit den 13 Muftiaten |
| Ohrid     | Samet Ajdari              | 12              | 1                  | Karte Nordmazedoniens mit den 13 Muftiaten |
| Kumanovo  | Abedin Imeri              | 39              | 2                  | Karte Nordmazedoniens mit den 13 Muftiaten |
| Štip      | Nasir Rexhepi             | 45              | 2                  | Karte Nordmazedoniens mit den 13 Muftiaten |
| Veles     | Nejaz Murati              | 17              | 1                  | Karte Nordmazedoniens mit den 13 Muftiaten |
| Prilep    | Shefket Imeri             | 23              | 1                  | Karte Nordmazedoniens mit den 13 Muftiaten |
| Bitola    | Amit Rasimi               | 14              | 1                  | Karte Nordmazedoniens mit den 13 Muftiaten |
| Resen     | Xhunejd Jashar            | 11              | 1                  | Karte Nordmazedoniens mit den 13 Muftiaten |
| Insgesamt | Shaqir Fetahu (Großmufti) | 629             | 27                 | Karte Nordmazedoniens mit den 13 Muftiaten |

## Bildungseinrichtungen
Zu den von der BFI geleiteten Bildungseinrichtungen zählt unter anderem die islamische Mittelschule „Madrasa Isa Bey“ in Skopje mit 118 Schülern (aufgeteilt nach Geschlecht) und 25 Lehrern. Sie unterhält noch kleinere Schulen in Tetovo, Gostivar (beide reine Mädchenschulen) und Štip (reine Knabenschule). An die Madrasa in Skopje ist eine Bibliothek angeschlossen, die 4706 Monographien (vor allem in arabischer, türkischer und albanischer Sprache) besitzt. Seit dem Schuljahr 1997/1998 betreibt sie in Skopje mit der Fakultät der Islamwissenschaften zudem eine eigene Hochschule.

## Kulturelle Einrichtungen
Der Verlag „Ilmije“, die Agentur für Halāl-Standard, die Kommission des studentischen Waqf-Fonds und das Bestattungsunternehmen „Ar-Rahatu“ sind Gründungen auf Initiative der BFI und unterstehen ihr.

## Diaspora
Die BFI hat auch Zweigstellen im Ausland, so in der Schweiz, in Deutschland und in Österreich.